# Crudia reticulata
Crudia reticulata är en ärtväxtart som beskrevs av Elmer Drew Merrill. Crudia reticulata ingår i släktet Crudia, och familjen ärtväxter. Inga underarter finns listade i Catalogue of Life.